# Gelatinipulvinella
Gelatinipulvinella is een monotypisch geslacht van schimmels behorend tot de familie Helicogoniaceae. Het bevat alleen Gelatinipulvinella astraeicola.